# FUTURE STAR
『FUTURE STAR』（フューチャースター）は、日本のロックバンド、PERSONZの8枚目のシングルである。

## 概要
- 前作「True Love-涙にぬれて-」以来約1年半ぶりとなるシングルで、東芝EMI・TMファクトリーレーベル移籍第1弾となる。

## タイアップ
テレビ朝日系『ステーションEYE』エンディング・テーマ（FUTURE STAR）

## 収録曲
1. FUTURE STAR
（作詞：JILL / 作曲：渡邉貢）
2. NEW SENSATION (ROCK'N'ROLL INSPIRATION MIX)
（作詞：JILL / 作曲：渡邉貢）
3. FUTURE STAR (ORIGINAL KARAOKE)

## 品番
CDS: TODT-3014